# Nijland (cráter)

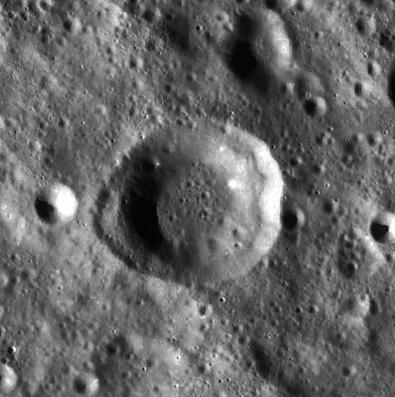
Fotografía de la misión Lunar Reconnaissance Orbiter

Nijland es un cráter de impacto relativamente pequeño, situado en la cara oculta de la Luna. Es un elemento relativamente aislado, rodeado por una superficie con cráteres más pequeños. El cráter significativo más cercano es Kurchatov, situado al noreste. Más de 100 km al norte de Nijland aparece una cadena de cráteres que se extiende desde el sur de Kurchatov hacia el oeste-noroeste, denominada Catena Kurchatov.
|  |

Se trata de un cráter circular, en forma de cuenco, con una ligera protuberancia hacia el exterior en la cara occidental. Aunque está desgastado, el borde del brocal permanece bien definido y no está cubierto por ningún impacto significativo. El suelo interior ocupa aproximadamente la mitad del diámetro del cráter, y solo unos pequeños cráteres marcan su superficie.

## Cráteres satélite
Por convención estos elementos son identificados en los mapas lunares poniendo la letra en el lado del punto medio del cráter que está más cercano a Nijland.
|         | \| Nijland \| Coordenadas \| Diámetro \| \| ------- \| ------------------------------ \| -------- \| \| A \| 36°12′N 134°24′E / 36.2, 134.4 \| 26 km \| \| V \| 34°30′N 131°36′E / 34.5, 131.6 \| 35 km \| |          |
| Nijland | Coordenadas | Diámetro |
| A       | 36°12′N 134°24′E / 36.2, 134.4 | 26 km    |
| V       | 34°30′N 131°36′E / 34.5, 131.6 | 35 km    |